# Ragged Peaks
Ragged Peaks är en bergstopp i Antarktis. Den ligger i Östantarktis. Australien gör anspråk på området. Toppen på Ragged Peaks är 216 meter över havet.
Terrängen runt Ragged Peaks är platt åt sydväst, men åt nordost är den kuperad. Trakten är obefolkad. Det finns inga samhällen i närheten. 